# 宇宙船 (ライフゲーム)

移動する中量級宇宙船

宇宙船（うちゅうせん、spaceship）とは、ライフゲームに出てくるパターンの1つである。グライダーの次に発見された移動物体である。
水平方向に、1ピクセル/2単位時間の速度で進む。これは移動物体の限界の速さである。
広義には、ライフゲームおよびセル・オートマトンにおいて一般に、移動物体を指して 宇宙船 とも呼ばれている。

## 構造
宇宙船は3種類が知られている。胴体が短い方から順に「軽量級宇宙船 (lightweight spaceship) 」、「中量級宇宙船 (middleweight～) 」、「重量級宇宙船 (heavyweight～) 」と称する。
🟥で示したのが腹スパーク、🟦で示したのが尾スパークである。
この宇宙船は直後に消える尾スパーク (tail spark) と、腹スパーク (belly spark) を出す。このスパークは宇宙船自身によって「自然に」現れ、何も影響を及ぼさずに消えるだけであるため、この形状の時のパターンをコンピュータに入力するときは、スパークは入力しなくてもよい。この図の向きの宇宙船は、右に動いてゆく。
軽量級・重量級の宇宙船も長さを除けば構造はほとんど変わらない。
上が軽量級・下が重量級の宇宙船である。中量級同様、本体とスパークからなる。軽量級は短いため腹スパークが発生しない（ないし、腹スパークと尾スパークに分かれない）。
重量級よりさらに長い超重量級宇宙船を考えることもできるが、腹スパークが長くなり、これが宇宙船本体と干渉して壊れてしまうため単独で移動することは出来ない。コンウェイはこの問題を解決するために、超重量級宇宙船の両側に別の宇宙船を配置しスパークを除去する方法を編み出した。このようにして作られた宇宙船の集合を宇宙艦隊と呼ぶ。下に1例を示す（この大きさの艦隊における宇宙船の同期には2パターンがある）。
超超重量級を超重量級で護衛し、護衛にさらに護衛宇宙船を付ける、というようにして大きな宇宙艦隊を作れば、いくらでも長い宇宙船を作ることができる。例を示す。

## 生成
中量級宇宙船は、グライダー (glider) 3機の衝突によって生成できる。以下の図は一般的な生成の方法である。
ここで初期状態の"■"はグライダー、"■" (薄灰色) は14単位時間後に中量級宇宙船が現れる場所である。宇宙船とは関係ない生きたセルが一つ現れるが、宇宙船に影響は及ぼさない。
グライダー銃3つを使用し、定期的に宇宙船を製造することが可能である。この配置を、「宇宙船工場」と呼ぶ。

## 自然生成
ランダムな初期配置から宇宙船が自然に生まれることがある。軽量級では出現頻度はブロックの1000分の1以下で、イーター、マンゴーなどと同程度である。中量級は1万分の1以下の出現頻度で、時計、長いへび、ヘキサデシマル、ペンタデカスロンなどと同程度である。重量級の出現はさらにまれである。

## 衝突

### 物体との衝突

#### 宇宙船同士の衝突

##### 軽量級宇宙船
この場合は、2つのグライダーが生じる。

##### 中量級宇宙船
この場合は、パルサーが生じる。

##### 重量級宇宙船
この場合は、9世代後に消滅する。
宇宙艦隊の場合も、最終的には消滅する。

#### イーターとの衝突
（上図は中量級であるが、軽量級も同様）この場合は、イーターのみ生き残る（イーターに食われるともいう）。
重量級宇宙船では、上図と同様に配置したときは、イーターは全てを食べきることが出来ず、イーターと、副産物としてパンが残る。
また、宇宙艦隊の場合は、最終的には信号灯のような形が残る場合と、ブロック2個とパン1個が残る場合がある。